# Пушечников, Александр Николаевич
Алекса́ндр Никола́евич Пу́шечников (1850—1916) — русский инженер, специалист по изысканиям, строительству и эксплуатации железных дорог, действительный статский советник (1901).

## Биография
Родился 31 октября 1850 года[по какому календарю?] в Орле, в дворянской семье. Его отец был участником русско-турецкой войны, офицером императорской армии, капитаном в отставке.
В 1871 году, после окончания гимназии, поступил в Петербургский институт инженеров путей сообщения. В 1876 году, сдав выпускные экзамены (строительное искусство, практическую механику, архитектуру и геодезию) получил диплом инженера первого разряда и право на чин коллежского секретаря.
Карьеру инженера начал на своей родине — в Орле, получив назначение на должность начальника дистанции Орловско-Грязской железной дороги. Дорога, построенная в 1868 году акционерным обществом, была принята в эксплуатацию с недоделками. В 1880 году Пушечникова назначили главным инженером этой частной дороги, где за счёт государственных субсидий ему удалось в короткие сроки провести работы по расширению станций и замене железного полотна на стальные рельсы.
Осенью 1882 года его перевели на Московско-Курскую железную дорогу для участия в ликвидации последствий кукуевской катастрофы. Пушечников руководил там ремонтом полотна и строительством моста длиной свыше 260 метров взамен разрушенного стихией. Работы были полностью завершены менее чем за два месяца.
В 1885 году Пушечников получил назначение уже на казённую Екатерининскую железную дорогу, где в должности начальника службы пути руководил изысканиями при проектировании и строительстве участков к угольным разрезам и рудникам. Вскоре его ввели в штат Министерства путей сообщения.
Весной 1890 года он получил назначение в Закавказье. Строительство транспортных магистралей в этом районе имело особое значение в укреплении военно-политического господства Российской империи на границах с Турцией и Персией. Закавказская дорога, строящаяся в горных и труднодоступных участках отличалась чрезвычайной сложностью. Здесь был сооружен самый протяжённый на то время в России Сурамский тоннель. После начала эксплуатации линии Поти — Тифлис выявились конструктивные недочёты крутых уклонов на участке Квирилы — Михайлово. В 1883 году был представлен проект полного переустройства участка с сооружением объездного пути 22 км, из которых четыре приходились на тоннельный переход. К работам приступили в 1886 году. С 1887 года стали применять буровые машины. Наконец, 16 сентября 1890 года на этом участке открылось движение. Реконструированный участок позволил увеличить пропускную способность участка почти вдвое.
Было выделено 10 миллионов рублей на работы по расширению станций, постройке разъездов, строительству дополнительных жилых помещений, устройству централизации стрелок, усилению мостовых ферм и на постройку новых мостов. Руководить всеми этими работами было поручено Александру Николаевичу Пушечникову, а в 1894 году он был назначен Начальником дороги.
Дела на Закавказской дороге шли довольно не плохо, но по распоряжению тогдашнего министра путей сообщения Хилкова М. И., Пушечникова направили на строительство одного из самых трудных и протяжённых участков Транссибирской магистрали — Забайкальской железной дороги. За 10 лет трудной и самоотверженной работы в должности начальника строительства ему, впервые в мировой практике путевого строительства, с группой единомышленников, пришлось возводить объекты путевой инфраструктуры на почвах в условиях вечной мерзлоты. Это более 20 железных мостов, паровозные депо, железнодорожные станции и вокзалы, мастерские и многое другое. При сооружении Забайкальской железной дороги по настоянию Пушечникова применялся так называемый хозяйственный способ производства работ, что повлияло на удешевление стоимости каждой возведённой версты.
В 1901 году был произведён в действительные статские советники.
С середины 1902 года Александр Николаевич трудился на сооружении Черноморской железной дороги в должности главного инженера. Три года он проработал над сооружением этой линии.
Затем последовало назначение его на Дальний Восток, на сооружение Сучанской железной дороги, имевшей особое значение в условиях войны с Японией. Чуть позже ему было поручено строительство металлического моста в Иркутске. При этом Пушечников числился в должности начальника Забайкальской железной дороги, вплоть до полного расчёта с рабочими и служащими и утверждения отчёта по постройке дороги Государственным контролем и Министерством путей сообщения. После сдачи в эксплуатацию моста в Иркутске, Пушечников уехал в Петербург, где в течение нескольких лет добивался расчётов за строительство моста.
Почти семь лет, с 1906 по 1912 годы, он не имел жалованья. Позже, в последние годы жизни, ему была назначена пенсия.
В 1911 году Александр Николаевич был отправлен в отставку. Умер в Орле 26 сентября (9 октября) 1916 года года , где и был похоронен.
Семьи и детей А. Н. Пушечников не имел.

## Награды
- Орден Святого Александра Невского;
- Орден Белого орла;
- Орден Святого Владимира 3-й и 4-й степеней;
- Орден Святой Анны;
- Орден Святого Станислава;
- Золотая Звезда.